# Трахипахіди
Трахипахіди (Trachypachidae) — родина хижих жуків. Включає 6 сучасних видів у двох родах та декілька викопних форм, що відомі починаючи з кінця пермського періоду (254 млн років тому).

## Поширення
Рід Trachypachus поширений на півночі Євразії та Північної Америки, а рід Systolosoma — в Чилі.

## Опис
Трахипахіди нагадують маленьких турунів, але відрізняються великими тазиками ніг.

## Класифікація
- Підродина Trachypachinae
  - Рід Systolosoma
    - Systolosoma breve
    - Systolosoma lateritium

  - Рід Trachypachus
    - Trachypachus holmbergi
    - Trachypachus gibbsii
    - Trachypachus zetterstedi
    - Trachypachus slevini
- Підродина †Eodromeinae
  - Рід †Eodromeus
  - Рід †Sogdodromeus
  - Рід †Petrodromeus
  - Рід †Permunda
  - Рід †Unda
  - Рід †Sinodromeus
  - Рід †Praedodromeus